# Evolution (Unternehmen)
Evolution AB ist ein Unternehmen aus Schweden, das Onlinespiele sowie Onlinecasino Angebote unter verschiedenen Marken anbietet.

## Geschichte
Das Unternehmen wurde 2006 von Jens von Bahr und Fredrik Österberg gegründet. 2015 gelang der Gang an die Börse im Nasdaq First North Premier.

## Besitzverhältnisse
Per Ende 2023 waren folgende Aktionäre über 5 % publiziert:
- Capital Group (16,49 %)
- Österbahr Ventures AB (10,39 %)
- WCM Investment Management (5,1 %)
- BlackRock (4,91 %)
- Vanguard (3,16 %)
- Norges Bank (2,26 %)